# Zemské volby v Meklenbursku-Předním Pomořansku 2016

Mapa volebních výsledků

Zemské volby v Meklenbursku-Předním Pomořansku se v roce 2016 konaly 4. září, přibližně pět let po volbách v roce 2011. Voliči v nich rozhodovali 71 mandátech zemského sněmu Meklenburska-Předního Pomořanska sídlícího ve Schwerinu (Zvěříně). Přes určité ztráty v nich opět zvítězila SPD, následovaná dosud neparlamentní AfD, CDU a Linke. Z parlamentu vypadly strany Zelení a NPD.

## Situace před volbami
Vládu ve spolkové zemi obhajovala velká koalice Sociálnědemokratické strany Německa a Křesťanskodemokratické unie, které v roce 2011 získaly 35,7 % a 23,1 % hlasů, respektive 28 a 18 křesel. Kromě nich se do parlamentu dostaly ještě Levice s 18,4 % hlasů a 14 křesly, Svaz 90/Zelení s 8,4 % hlasů a 6 křesly a Národnědemokratická strana Německa s 6 % hlasů respektive s 5 křesly.
Předvolební průzkumy vesměs předpokládaly výrazný zisk kolem 20 % nově kandidující strany Alternativa pro Německo na úkor všech parlamentních stran, přičemž nejvíce by měla ztratit SPD a Levice. Národnědemokratická strana i Zelení ztratí sice méně procentních bodů, ale Zelení budou bojovat o těsné překonání pětiprocentní uzavírací klauzule a Národnědemokratická strana ji se ziskem 3-4 % nepřekoná.